# Aleksandra Łapiak
Aleksandra Łapiak, poprzednio Szczudło (ur. 22 września 1983 w Ciechanowcu) – polska polityk i samorządowiec, posłanka na Sejm IX kadencji.

## Życiorys
Ukończyła administrację na Wydziale Prawa Uniwersytetu w Białymstoku, a także studia podyplomowe z zakresu zarządzania zasobami ludzkimi. Mając dwadzieścia lat, podjęła pracę w Urzędzie Marszałkowskim Województwa Podlaskiego. Później objęła stanowisko zastępcy dyrektora w PGE Energia Odnawialna. W wyborach samorządowych w 2018 uzyskała mandat radnej Sejmiku Województwa Podlaskiego, startując z ósmego miejsca listy Prawa i Sprawiedliwości jako kandydatka Solidarnej Polski. Głosowało na nią wówczas 6070 osób. Została pierwszą od czasu utworzenia samorządu województwa kobietą pełniącą funkcję wiceprzewodniczącej tego gremium.
W wyborach parlamentarnych w 2019 uzyskała mandat posłanki na Sejm IX kadencji. Startując z ostatniego miejsca na liście Prawa i Sprawiedliwości (ponownie z rekomendacji Solidarnej Polski) w okręgu podlaskim, otrzymała 12 222 głosy. Została pełnomocniczką Solidarnej Polski w województwie podlaskim; w 2023 partia przemianowała się na Suwerenną Polskę. Nie kandydowała w kolejnych wyborach w 2023. W 2024 ubiegała się o urząd burmistrza Ciechanowca, przegrywając w drugiej turze wyborów.

## Życie prywatne
Córka Stanisława i Doroty. Ma dwoje dzieci.